# Anna Bateson (botaniste)
Anna Bateson née en 1863, morte le 27 mai  1928 est une botaniste, maraîchère et suffragiste anglaise. Après avoir travaillé comme assistante en botanique au Newnham College de Cambridge, où elle et sa mère Anna Bateson ont fait campagne pour le droit de vote des femmes, elle s'installe à New Milton, dans le Hampshire, et crée une entreprise pionnière de maraîchage.

## Biographie
Anna Bateson est née en 1863. Elle est l'aînée des sept enfants de William Henry Bateson, maître du St John's College de Cambridge, et de Anna Bateson, née Aikin. Parmi ses frères et sœurs figurent le généticien William Bateson, Mary Bateson et Margaret Heitland. Elle est  instruite à la maison et dans une école à Cambridge. Elle passe une année  à Karlsruhe, en Allemagne.
De 1884 à 1886, Anna Bateson étudie les sciences naturelles au Newnham College de Cambridge. L'année suivante, elle est nommée assistante en botanique au tout nouveau laboratoire biologique Balfour pour femmes et sert comme assistante de recherche auprès de Francis Darwin au laboratoire de botanique de l'université, de 1886 à 1890,. Elle obtient une bourse Bathurst et travaille comme assistante démonstratrice au Collège.
Elle publie des articles sur la moelle turgescente et sur le géotropisme, à la fois seule et en tant que co-auteur avec Francis Darwin et avec son frère.
En 1884, Anna Bateson fonde avec sa mère, Millicent Fawcett et Kathleen Lyttelton, la Cambridge Women's Suffrage Association. Pensant cinq ans, elle fait partie du comité exécutif, qu'elle représente au Comité central de la Société nationale pour le suffrage des femmes en 1888. 
En 1890, elle s'installe à New Milton, dans le Hampshire. Elle devient secrétaire de la New Forest Women's Suffrage Society,. 
Elle apprend la maraîchage pendant deux ans auprès d'une famille du sud du Pays de Galles, puis crée sa propre pépinière à New Milton en 1892, qu'elle gère pendant trente-six ans,. Elle est reconnue comme l'une des premières femmes professionnelles dans le domaine du maraîchage, certaines sources affirmant qu'elle était la première en Grande-Bretagne,.
Pendant la Première Guerre mondiale, elle sert au tribunal local du service militaire. Elle est tutrice de la loi sur les pauvres, directrice d'école, membre du conseil de district de Lymington et présidente de l'Institut local des femmes et de l'Association des infirmières du district.
Elle décède le 27 mai 1928. 

## Publications
- « L'effet de la fécondation croisée sur les fleurs discrètes », Ann. Bot. 1 (1888), 255-61
- « Sur le changement de forme présenté par la moelle turgescente dans l'eau », Ann. Bot. 4 (1889), 117-25

### Avec Francis Darwin
- « L'effet de la stimulation sur les tissus végétaux turgescents », Linnean Society Journal 24 (1888), 1-27
- «Sur une méthode d'étude du géotropisme», Ann. Bot. 2 (1888) 65-8
- « Sur le changement de forme de la moelle turgescente », Cambridge Phil. Soc. Procédure 6 (1889), 358-9

### Avec William Bateson
- « Sur les variations de la symétrie florale de certaines plantes à corolles irrégulières », Linnean Society Journal 28 (1891), 386-424